# Anne-Antoine-Jules de Clermont-Tonnerre
Anne-Antoine-Jules de Clermont-Tonnerre (ur. 1 stycznia 1749 w Paryżu, zm. 21 lutego 1830 w Tuluzie) – francuski kardynał.

## Życiorys
Urodził się 1 stycznia 1749 roku w Paryżu, jako syn Charles’a Henry’ego Jules’a i Marie Anne Julie Le Tonnelier de Breteuil. Studiował na Sorbonie, gdzie uzyskał licencjat z teologii. Po przyjęciu święceń został wikariuszem generalnym w Besançon. 25 lutego 1782 roku został biskupem Châlons-en-Champagne, a 14 kwietnia przyjął sakrę. Ponieważ nie zaakceptował Konstytucji cywilnej kleru został wygnany do Niemiec. W 1801 roku zrezygnował z zarządzania diecezją. Od 1814 roku był parem Francji. W 1820 roku został arcybiskupem Tuluzy. 2 grudnia 1822 roku został kreowany kardynałem prezbiterem i otrzymał kościół tytularny Santissima Trinità al Monte Pincio. Zmarł 21 lutego 1830 roku w Tuluzie.